# Уотли, Хелен
Хелен Оливия Бикнелл-Уотли (англ. Helen Olivia Bicknell Whately; род. 23 июня 1976, Суррей) — британский политик, член Консервативной партии.

## Биография
Изучала философию, политику и экономику в Леди-Маргарет-холл (Оксфорд), два года работала в PricewaterhouseCoopers консультантом по персоналу, продолжила карьеру в AOL. С 2007 по 2015 год работала в подразделении McKinsey & Company, занятом консалтингом в сфере здравоохранения.
7 мая 2015 года победила на парламентских выборах в округе Фавершем и Центральный Кент с результатом 54,4 %, не оставив никаких шансов сильнейшему из соперников — кандидату от ПНСК Питеру Эдвардсу-Дейму (Peter Edwards-Daem), набравшему только 18 %.
10 сентября 2019 года назначена парламентским помощником министра цифровизации, культуры, средств массовой информации и спорта.

13 февраля 2020 года переведена на должность младшего министра в Департамент здравоохранения и социального обеспечения.

С 16 сентября 2021 года по 8 июля 2022 года являлась секретарём Казначейства.

26 октября 2022 года вновь назначена младшим министром Департамента здравоохранения и социального обеспечения.
8 июля 2024 года назначена теневым министром транспорта в теневом кабинете Риши Сунака после поражения консерваторов на парламентских выборах.
5 ноября 2024 года при формировании теневого кабинета Кеми Баденок назначена теневым министром труда и пенсий.